# Stratolaunch Systems
Stratolaunch Systems ist ein US-amerikanisches Unternehmen, das ein Trägerflugzeug für den luftgestützten Start von Flugkörpern betreibt. Ursprünglich sollten damit Trägerraketen für Satellitenstarts transportiert werden. Stattdessen ist seit 2020 geplant, experimentelle Hyperschallflugzeuge und später auch Raumgleiter in die Luft zu bringen. Der Sitz von Stratolaunch befindet sich am Mojave Air and Space Port, Kalifornien.

## Unternehmensgeschichte

Logo von 2011 bis 2019

Das Unternehmen wurde 2011 von Microsoft-Gründer Paul Allen und Scaled-Composites-Gründer Burt Rutan gegründet. Vorher arbeiteten beide bereits bei der Entwicklung des SpaceShipOne zusammen. Nach Paul Allens Tod im Jahr 2018 stand Stratolaunch vorübergehend unter der Aufsicht von dessen Schwester Jody Allen. Im Oktober 2019 wurde das Unternehmen an einen ungenannten neuen Eigentümer verkauft. Im März 2020 kündigte Stratolaunch an, zwei Hyperschall-Flugzeuge namens Talon-A und Talon-X sowie einen wiederverwendbaren orbitalen Raumgleiter namens Black Ice zu entwickeln.

## Stratolaunch-Raketenstartsystem
Das System beruht auf ähnlichen Komponenten wie bei SpaceShipOne und dessen Nachfolger SpaceShipTwo, mit dem Virgin Galactic suborbitale Flüge anbietet.
Die drei Komponenten des mobilen Startsystems sind:
1. ein von Scaled Composites gebautes Trägerflugzeug
2. einer Trägerrakete (aufgegebenes Konzept) bzw. ein Hyperschallflugzeug oder Raumgleiter
3. eine Montage- und Integrationseinheit der Firma Dynetics[4] (Stand 2011)

### Flugzeug

Vergleich der Flügelspannweite des Stratolaunch carrier aircraft mit anderen Flugzeugen

Das Trägerflugzeug hat eine Flügelspannweite von 117 Metern und eine Länge von 73 Metern, womit es das Flugzeug mit der bislang größten Spannweite ist. Das Gesamtgewicht des Systems beträgt ca. 590 t, wovon ca. 227 t auf die zu transportierenden Booster entfallen. Angetrieben wird es mit sechs Pratt-&-Whitney-4056-Triebwerken, wie sie auch bei der Boeing 747-400 verwendet werden. Diese geben dem System einen Einsatzradius von ca. 1850 km zum Erreichen des Raketenstartpunkts. Alternativ beträgt die Reichweite beim Frachttransport bis zu 14.800 km. Das System benötigt für die Starts eine Startbahnlänge von mindestens 3660 m. Der Rollout des Flugzeugs fand am 31. Mai 2017 statt, der erste Testflug am 13. April 2019.
Das Flugzeug wurde von Scaled Composites mit zwei parallelen Rümpfen entworfen, die durch ein Tragflächenmittelstück miteinander verbunden sind. Dieses Design wurde bereits erfolgreich bei dem Trägerflugzeug White Knight Two erprobt. Die Rümpfe bestehen aus Gewichtsgründen aus Composit-Materialien. Die Maschine sollte ursprünglich im rechten Rumpf einen Cockpitbereich ähnlich einer Boeing 747 besitzen. Dafür und für weitere Systeme hatte die Firma zwei B747 gekauft. Bei diesen Maschinen handelt es sich um zwei von United Airlines neu erworbene 747-422 (Reg.: N198UA, MSN:   28716, Line No.: 1124 sowie Reg.: N196UA MSN: 28715 Line No.: 1120).  Beim tatsächlich gebauten Flugzeug wurde die Form der nun symmetrischen Vorderrümpfe verändert. Von den beiden Boeing 747-422 wurden Systeme wie Fahrwerke, Hydraulik, Elektrik und die komplette Cockpitsektion übernommen. Es war geplant, nur ein Flugzeug herzustellen.

### Montage- und Integrationseinheit
Unter der Mitte des Tragflächenstücks, das die beiden Rümpfe verbindet, befindet sich das „Mating and Integration System“, mittels dem die Rakete am Flugzeug hängt. Es stellt die mechanische Verbindung und die elektrischen Anschlüsse zum Trägerflugzeug her und soll von Dynetics gebaut werden.

### Aufgegebene Raketenprojekte
Eine zweistufige, von der Falcon 9 abgeleitete Trägerrakete sollte von SpaceX entwickelt werden. Sie hatte eine projektierte Startmasse von 220 t, eine Länge von 35 m und sollte eine Nutzlast von bis zu 6,1 t in einen LEO bringen.
Die erste Stufe sollte fünf Triebwerke besitzen. Vor der Triebwerkssektion der ersten Stufe hätte die Rakete eine deltaförmige Tragfläche besitzen sollen.
Jedoch wurden die Modifikationen der Falcon 9 für SpaceX produktionstechnisch zu aufwändig. Stratolaunch wechselte deshalb zu Orbital Sciences als Raketenlieferant. Orbital war zur Zeit der Bekanntgabe dieser Änderung jedoch noch in der Definitionsphase seiner Rakete, so dass von ihr damals (im Dezember 2012) noch nichts bekannt war. Im August 2013 wurde bekannt, dass ATK die Feststoffmotoren der ersten und zweiten Stufe dieser Rakete liefern soll. Die dritte Stufe sollte mehrere Brennphasen durchführen und tiefgekühlten flüssigen Treibstoff verwenden. Sie sollte, je nach Zielbahn, ein oder zwei Triebwerke haben. Der Durchmesser der Rakete war mit 3,2 bis 3,7 m geplant. Sie sollte 6,8 t in eine niedrige Erdumlaufbahn bringen können und eine Nutzlastverkleidung mit 5 m Durchmesser haben. Die Nutzlastkapazität für die Geostationäre Transferbahn sollte etwas über 2 t betragen. Der Entwurf sah ein doppeltes Seitenleitwerk am Ende und darunter am Bauch trapezförmige Stummelflügel mit V-Stellung vor.
Anfang 2019 stellte das Unternehmen das eigene Raketenprojekt ein. Stattdessen sollten nun Pegasus-XL-Raketen gestartet werden, die wie das Flugzeug von einem Northrop-Grumman-Tochterunternehmen hergestellt werden, jedoch als nicht mehr konkurrenzfähig gelten. Auch diese Pläne gab Stratolaunch wieder auf; zwei bereits gekaufte und in Produktion befindliche Pegasus-Raketen erwarb Northrop Grumman im Oktober 2019 wieder zurück.

## Ehemals geplanter Missionsablauf
Das Flugzeug startet mit der Nutzlast unter dem Mittelteil der Tragfläche und steigt auf dem Weg zum Startpunkt der Rakete auf ca. 9000 Meter Höhe. Es hebt die Nase am Startpunkt um etwa 45° an und lässt die Rakete fallen. Die Rakete zündet nach einigen Sekunden und steigt in den Weltraum auf. Nachdem die erste Stufe abgeschaltet ist, trennt sich die zweite mit der Nutzlast ab und zündet. Nach ihrem Brennschluss trennt sich die Nutzlast ab. Das Trägerflugzeug kehrt zum Startplatz zurück.

## Basis
Stratolaunch Systems hat einen Vertrag über 20 Jahre für die Nutzung von einer Fläche von 80.000 Quadratmeter auf dem Mojave Air & Space Port abgeschlossen.
Dort wurde im März 2013 ein 19.000 Quadratmeter großer Hangar errichtet.